# 福山酢

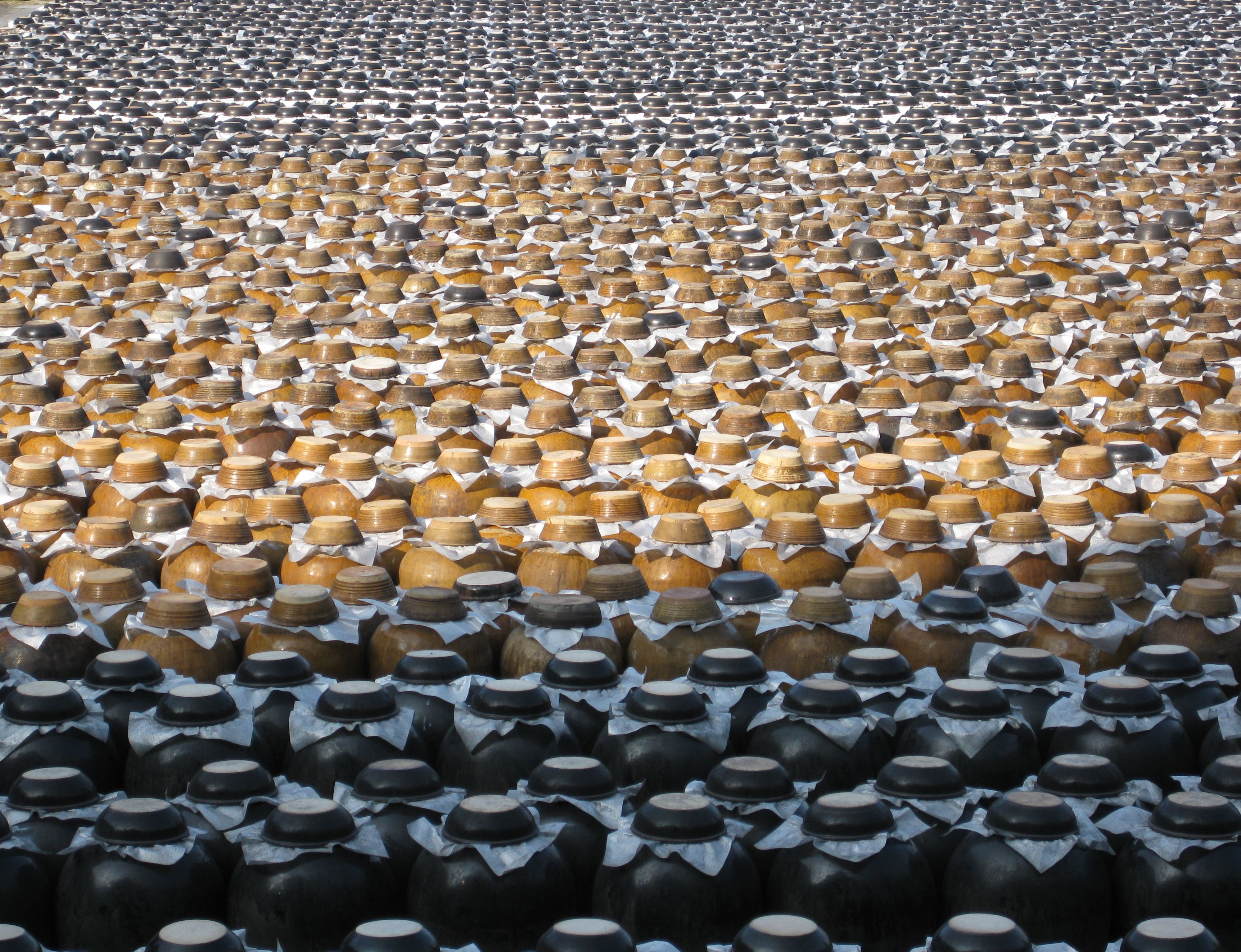
福山酢の壺畑

福山酢（ふくやます）は、鹿児島県霧島市福山町および隼人町で製造されている黒酢。壺酢とも呼ばれる。鹿児島の壺作り黒酢として、2015年に農林水産省の地理的表示として登録された。屋外に並べた壺の中で発酵・熟成させる独特な製法が特徴となっている。

## 歴史
『本朝食鑑』や『中陵漫録』によれば、和泉国から大隅国に伝わった和泉酢が大元のルーツと考えられる。江戸時代後期に福山の商人である竹之下松兵衛が旅先の日置地方で製造されていた色付酢（黒酢）のことを知り、文政3年（1820年）ないし文化2年（1805年）に大規模な製造を始めたとされている。
当時の福山は以下のような特長があり、米酢の生産に適した条件が揃っていた。
- 日向国都城や大隅国から鹿児島城へ輸送される薩摩藩の上納米の中継地であり、原料となる米の入手が容易だった
- シラス台地の良質な地下水が豊富に得られる
- 薩摩焼の生産地である伊集院が近く容器の壺が入手しやすい
- 鹿児島湾に面して三方を山に囲まれ、冬季も温暖で年間の寒暖差が小さく屋外での醸造が可能な気候

生産量は年間30石（5,412リットル）、2代目松兵衛の代には150石（27,508リットル）に達し、生産業者も増えていった。当初は松兵衛酢と呼ばれ消費地は沿岸地域や岩川（後の曽於市岩川）方面のみであった。明治元年（1868年）頃には福山一帯の生産者は35軒、生産量は年間300石（54,117リットル）、醸造用の壺の数は10,000本にも及んだとされる。
1881年（明治14年）に開催された内国勧業博覧会に出品され、この頃から福山酢と呼ばれるようになった。その後、製造業者が乱立し過当競争となったため1911年（明治44年）に福山酢製造組合が設立された。第二次世界大戦中は原料米の供給が途絶して一軒の業者がサツマイモを原料として代替製造を行うのみとなったが1965年頃から再評価が進んで生産が回復し、1975年から黒酢と呼ばれるようになった。2010年代における生産量は年間1,500キロリットルとなっている。

## 製造方法

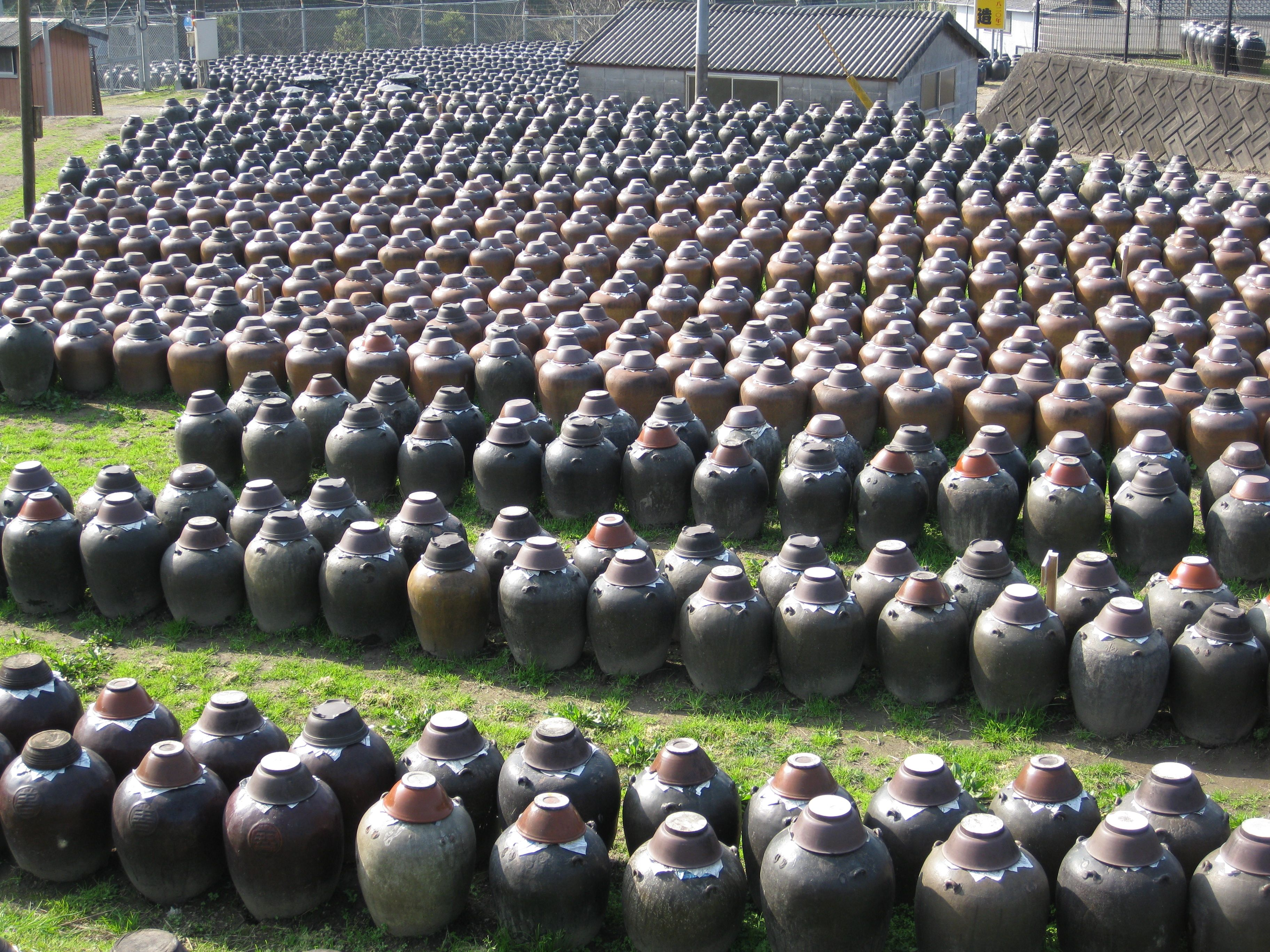
多くの壺が並べられた場所は「壺畑」と呼ばれる

日当たりの良い屋外に置いた薩摩焼の三斗壺（容積54リットル（=3斗）、胴回り40cm、口径14cm、高さ62cm）に、下記の原料を入れて仕込む。仕込みは春秋の2回行われ、大手メーカーでは年間10,000本以上を生産する。
- 蒸し米：6kg、国産（主に鹿児島県産）で農林水産省の食酢品質表示基準を満たす精米歩合91%以上のうるち米
- 米麹：3.5kg、表面を3%削った米に黄麹菌をつけて3日間製麹する
- 水：35リットル
- 乾燥老麹：0.5kg、上記の米麹をさらに1週間乾燥させる

伝統的製法では壺の洗浄は洗剤を使用せず水のみで行われ、内壁に付着した酢酸菌や乳酸菌が失われないようにされている。原料投入は米麹→蒸し米→水→乾燥老麹の順に行われ、酢酸菌の好気的発酵を促すために満水にせず水面の面積を広く取り、壺の口には紙をかぶせた上に雨よけのフタをする。最後に振りかけた老麹（振り麹）は数日で菌糸が成長して内蓋のような構造となり、雑菌の侵入を防ぐとともに、もろみとなった内容物のアルコール発酵を適度に抑制して酢酸発酵を妨げないようにする役割を果たす。
仕込みから1-2ヵ月の間は、蒸し米のデンプンが分解されてブドウ糖となる糖化およびそのブドウ糖がアルコールに変わるアルコール発酵が並行して進む。また、この間に麹のはたらきで米のタンパク質が分解されて全窒素量が急速に増加する。産膜酵母の発生によるコンタミネーションを回避するためアルコール発酵から酢酸発酵への移行期は特に注意が払われ、ゆるやかな酸度上昇とともに液面には乳酸菌の膜が形成され、老麹が沈殿していく。
酢酸発酵までにはおよそ半年を要し、グルコノアセトバクター・キシリナスやバチルス・アミロリケファシエンスのような好気性の菌がもろみ表面で酢酸を消化してバクテリアセルロースを生成することを防ぐため、もろみを壺の細い口部分まで満たす「壺寄せ」がこの時期に行われる。また、もしも菌膜が発生した場合は竹の枝で取り除かれる。壺寄せ後に半年から3年ほど熟成が進められて内容物はメイラード反応によって琥珀色になり、圧搾・濾過・酸度調整・殺菌が行われたのちに容器に詰められて出荷される。

## 成分・特徴
一般的な酢と比較すると、下記のような特徴がある。
- 玄米の糠中などのタンパク質に由来する全窒素量が0.12%以上と高く、主成分であるアミノ酸がうま味を与えて酸味をやわらげるとともに、低分子ペプチドによってコクが生じる
- ピログルタミン酸がおよそ60mg/100mlと多く酸味が濃い
- 乳酸が約0.2%含まれており清涼感がある

地理的表示における鹿児島の壺作り黒酢の要件としては、下記の5項目がある（1～3は米黒酢の一般的な要件と共通）。
1. 酸度が4.2%以上
2. 着色度が0.30以上
3. 全窒素量が0.12%以上
4. 全窒素中のホルモール窒素の含有比率が50%以上
5. しょうゆ試験法において直接還元糖が0.30%以下